# Mitrapsylla itaparica
Mitrapsylla itaparica is een halfvleugelig insect uit de familie bladvlooien (Psyllidae). De wetenschappelijke naam van deze soort werd voor het eerst geldig gepubliceerd door Crawford in 1925.